# Алвін Карл Плантінга
Алвін Карл Плантінга (англ. Alvin Carl Plantinga)— сучасний провідний християнський філософ-аналітик. Сфера інтересів - епістемологія, логіка, філософія релігії. 

## Основні дати біографії
Народився в Енн-Арбор, штат Мічиган, в сім'ї Корнеліуса і Летт Плантінги в 1932 році. У 1953 році закінчив Кальвін-коледж (м Гранд-Рапідс, штат Мічиган) зі ступенем бакалавра мистецтв. У 1955 році закінчив Мічиганський університет (в Енн-Арбор) зі ступенем магістра мистецтв. У 1957 році почав викладацьку діяльність в Університеті Вейна. У 1958 році отримав ступінь доктора філософії в Єльському університеті. У 1963 році переходить з Університету Вейна в Кальвін-коледж. У 1981-1982 роках займає посаду Президента Американської філософської асоціації. У 1982 році переходить з Кальвін-коледжу в Університет Нотр-Дам. У 1983-1986 роках займає посаду Президента Товариства християнських філософів. У 1986 році Плантінгу присудили премію «Видатний випускник Кальвін-колледжа». У 1987 році виклав Гіффордскі лекції в Абердинському університеті. У 1995 році отримав ступінь почесного професора Амстердамського вільного університету. У 2017 році став лауреатом премії Темплтона.

## Філософія Плантінга
У другій половині XX століття Плантінга був одним з провідних християнських філософів, що вплинули на відродження філософської теології в англо-американській філософії [3]. Одна з важливих робіт Плантінги, «God And Other Minds» [4], була видана в 1967 році. У ній він розглядає класичні аргументи на користь існування Бога (перший розділ), а також аргументи проти існування Бога (другий розділ). У результаті він робить висновок, що і природна теологія, і природна атеологія зазнають невдачі. Однак в останньому розділі книги Плантінга аналізує відому проблему інших інтелектів і критикує її стандартне рішення, засноване на аналогії. Він приходить до висновку, що існування інших інтелектів неможливо довести, хоча люди вважають раціональним переконання у тому, що вони є. Плантінга стверджує, що деякі положення, які вважаються істинними, не можуть бути доведеними. Тому віра в Бога може бути такою ж раціональною, як і віра в існування інших інтелектів, навіть якщо її неможливо довести. В іншому випадку ми б зіткнулися з яскравим прикладом подвійних стандартів.
Одним з найважливіших проектів Плантінга є проект реформатської епістемології. Він стверджує, що ноетична структура містить не тільки положення, які виводяться з інших положення, але також і фундаментальні – які неможливо вивести у формі доказу. Наприклад, достовірність даних пам'яті, існування зовнішнього світу й інші. Плантінга задається питанням про те, чи може й існування Бога бути одним із фундаментальних переконань, які не ґрунтуються на доказах. Він аналізує критерії, відповідно до яких ті чи інші переконання можуть бути визначені як фундаментальні і приходить до висновку, що достатньою підставою для цього є певний досвід. Якщо ми вважаємо раціональною переконаність у правильності різних фундаментальних переконань виходячи із суб'єктивного досвіду і без доказів, то і переконання в існуванні Бога може бути абсолютно раціональним і обґрунтованим суб'єктивним досвідом, не вимагаючи доказів. Таким чином, це переконання також є одним із фундаментальних у ноетичній структурі [5]. Крім того, Плантінга розглядає питання про те, що необхідно включити до істинного віруванням для того, щоб його можна було вважати знанням. Він вважає, що ключовим у цьому питанні є належне функціонування біологічних структур, відповідальних за формування наших переконань. Умовою для цього, наприклад, є те, що вони поміщені в сприятливе середовище для існування і спрямовані на пошук істини. Плантінга показав, що його новий підхід до епістемології може бути застосовний до проекту реформатської епістемології [6]. В 2000 році він випустив роботу «Warranted Christian Belief» [7], в якій захищає положення, відповідно до якого переконання в існуванні християнського Бога може бути фундаментальним. Філософ Куань Кхаймань вважає, що проект реформатської епістемології може бути важливим доповненням до аргументу від релігійного досвіду [8].
Протягом багатьох років Плантінга розробляв еволюційне заперечення проти натуралізму. Його суть полягає в тому, що якщо біологічні структури, відповідальні за формування наших переконань, виникли в результаті ненаправленої еволюції, то вони є корисними для виживання, адаптацією, а не засобом осягнення істини. Більш того, він стверджує, що досить імовірно, що вони можуть бути корисними для виживання, навіть якщо формують помилкові переконання щодо навколишнього світу. Виходячи з цього Плантінга робить висновок, що якби натуралізм був справжнім, то наші переконання були б не достовірні, включаючи і сам натуралізм. Таким чином, останній є нескладним. Остання версія цього аргументу була опублікована в 2011 році в книзі «Where the Conflict Really Lies: Science, Religion, and Naturalism» [9].
Незважаючи на критику онтологічного аргументу Ансельма, Плантінга в праці «The Nature of Necessity» [10] розробив власну версію, засновану на модальній логіці і семантиці можливих світів. Він стверджує, що якщо S5 вірно, то з можливості існування Бога випливає, що він є частиною опису можливого світу, а якщо Бог існує в якомусь із можливих світів, то він існує у всіх можливих світах, включаючи дійсний. Спроможність такого доведення залежить, головним чином, від того, чи визнає людина істинною передумову про можливість існування Бога. Плантінга вважає, що в силу цього онтологічний аргумент хоч і демонструє раціональність християнського теїзму, але не слід його використовувати як самодостатній доказ буття Бога.
Плантінга досліджував методами аналітичної філософії так звану «проблему зла». Він показав, що між існуванням в світі зла і всемогутністю та добротою Бога немає протиріч, оскільки у Бога можуть бути морально достатні підстави для припущення зла, якщо це призведе, в кінцевому підсумку, до певного позитивного ефекту, який в дійсному світі буде більше, ніж у всіх інших можливих світах [11, с.9-64]. Як зазначає Вільям Лейн Крейг, після аналізу Плантінга більшість філософів погодилися з неспроможністю так званої логічної версії проблеми зла [12].

## Плантінга і «новий атеїзм»
Алвін Плантінга написав статтю «The Dawkins Confusion» [13], в якій розкритикував книгу «God Delusion» відомого атеїста Річарда Докінза. Він порівнює її з «роботою другокурсника, якщо ми тим самим не образимо більшість другокурсників». У 2011 році Плантінга вступив у дискусію з атеїстом Деніелом Деннеттом. В інтерв'ю, взятому у нього «Російським журналом», він так відгукується про цю дискусію [14]:
«Ніякого консенсусу не було навіть і близько. Що ж стосується його аргументів - я не знаходжу їх хоч в чомусь переконливими. Взагалі-то у мене склалося враження, що він не дуже зацікавлений в аргументах, і що йому більше подобається баламутити - це, до речі, дуже характерна риса «нових атеїстів». Докінз стверджує, що «новим атеїстам» і співчуваючим їм особам не слід вступати в дискусію з приводу релігії - він вважає, що з цього питання опонентові слід демонструвати виключно, цитую дослівно, «нічим не прикрите презирство». Які тут дискусії? Опонент дурень, ідіот, невіглас, релігійний фанатик і обмежена людина за визначенням. Такі ось методи».
Після дискусії Плантінга спільно з Деннеттом видали книгу «Science and Religion: Are They Compatible?» [15].